# 広告批評
『広告批評』（こうこくひひょう）は、主にテレビCMなどの広告を批評する日本の月刊誌である。主宰は天野祐吉（同誌を出版するマドラ出版の社主でもある）で、編集人兼発行人は島森路子である。2009年4月号を最終号として休刊した。
歴代編集長は2人。創刊者である天野祐吉が初代編集長を務め、島森路子がそれを引き継いで最後まで編集長として活躍した。『広告批評』の休刊は、2008年に天野祐吉と島森路子が話し合い決めた。

## 概要
1979年に創刊され、1〜2年ごとにアートディレクション（AD）担当の交替に伴う誌面の大きな変化が特徴の一つで、特に2004年4月号からはGROOVISIONSがADを担当して耳目を集める。2008年4月現在の発行部数は約25000部。天野祐吉と島森路子はテレビ番組でのコメンテーターとしても活動していた。
2009年に30周年を迎えるも、広告がテレビなどマスメディア経由からインターネット経由へ変化していることを理由として、2008年4月9日、2009年4月号をもって休刊すると発表した。最後の1年間は森本千絵がADを担当した。
尚、ウェブメディア等の中には、元編集部員・河尻亨一の肩書を元編集長とするものがあるが、これは事実と異なっている。休刊のニュースリリースでも発表された通り、河尻は編集長代行を務めたが、編集長にはなっていない。また、天野も著書の中で最後の編集長が島森であったことを明言している。
2013年、島森が4月23日に、天野が10月20日に相次いで死去。12月7日に元『広告批評』の有志により東京都内で「天野祐吉さん島森路子さんとのお別れの会」が開かれた。

## 関連人物
- 天野祐吉
- 島森路子